# Anna Lesser-Kiessling
Anna Lesser-Kiessling, Pseudonym Anielka (* 26. Dezember 1841 in Berlin als Charlotte Caroline Anna Kiessling; † nach 1917) war königlich-preußische Hofschauspielerin, österreichische Journal-Schriftstellerin, Vortragsmeisterin und Pionierin der Emanzipation. Letztmals namentlich erwähnt wird sie im Jahres-Bericht des Vereines der Schriftstellerinnen und Künstlerinnen in Wien 1917.

## Leben und Werk
Anna Kiessling trat schon neunjährig als Pianistin auf. Nach ihrer Ausbildung bei Auguste Crelinger wurde sie 1858 ans königlichen Hofschauspielhaus in Berlin engagiert und gastierte unter anderem in Hannover, Kassel und Königsberg. Zwanzigjährig heiratete sie den russischen Hofschauspieler und späteren Theaterdirektor Stanislaus Lesser. Nach ihrer Bühnenkarriere gab Lesser-Kiessling Ästhetik- und Schauspielunterricht und begann zu schreiben. Zunächst zehn Jahre Kritiken, später vor allem Feuilletons sowie kunstkritische und biographische Artikel für verschiedene Zeitschriften. In Wien wurde sie durch Vorträge zur Frauenemanzipation und durch Lesungen bekannt. Nach ihrer Erblindung im April 1896 schrieb Lesser-Kiessling zudem Dramen und Novellen. 1907 zog sie nach Linz um.

## Soziales Engagement
In Darmstadt gründete Lesser-Kiessling den Verein „Sonntagsruhe“, die „Kinderarbeitsschule“ und die erste „Fliegende Ferienkolonie für arme Schulmädchen“ und leitete diese drei Jahre lang. Ihre deutschlandweiten Public-Relation-Maßnahmen (damals noch Propaganda genannt) wie Vorträge und Zeitungsartikel führten letztlich zur Gründung der Gesellschaft des Weißen Kreuzes durch den damaligen preußischen Minister. Während einer Überschwemmung im Großherzogtum Hessen half Lesser-Kiessling auch praktisch bei der Rettung des bedrohten Dorfs Leheim.
In Wien war Lesser-Kiessling Mitbegründerin und acht Jahre Mitleiterin des „Ersten Wiener Volksquartetts für classische Musik“ (Duesberg-Quartett), „der ersten und bis jetzt einzigen musikalisch-akademischen Künstlervereinigung, in der neben ersten Künstlern (August Duesberg, Gschöpf) Künstlerinnen (Baronesse Baumgarten, Philomena Kurz) ständig mitwirken.“
Außerdem hielt sie Vorträge über die Frauen-Sittlichkeitsfrage, Vegetarismus und die „Idee der Ferialcolonien des weißen Kreuzes“ in Deutschland, den Niederlanden, der Schweiz und Österreich, die „bedeutende Bewegungen in diesen Ländern hervorriefen“.
Ihre Vorträge über die Sittlichkeitsfrage brachten Lesser-Kiessling allerdings auch einen Prozess vor dem Schöffengericht Darmstadt ein. Sie verteidigte sich selbst und erwirkte einen Freispruch für sie und die mit ihr angeklagte Gräfin Gertrude Guillaume-Schack.

## Lesungen und Vorträge
In ihrem Vortrag Über die gemeinsame Bildung beider Geschlechter auf allen Unterrichtsstufen insistiert die Autorin: "Die Menschen, die sich fördern, verstehen, lieben, sich beglücken sollen, die bestimmt sind, entweder in der Ehe oder in der Arbeit neben einander zu wandeln, müssen auch zusammen erzogen werden." Die Österreichische Musik- und Theaterzeitung des Jahres 1890 belegt, dass Lesser-Kiessling einen Vortrag mit ähnlichem Sujet Ist die Ausbildung der Frau für höhere Berufsarten naturgemäss? 1889 in Wien mit großem Zuspruch gehalten hat und spricht von einer Lesung schwedischer Volksmärchen im März 1890 in Wien.

## Veröffentlichungen
- Über die gemeinsame Bildung beider Geschlechter auf allen Unterrichtsstufen. In: Mitteilungen des Vereines der Lehrerinnen und Erzieherinnen in Österreich (Nr. 5, 15. Juli 1890)
- Theater-Plauderei[7]. In: Oesterreichische Frauen-Zeitung, 25. Februar 1900, Nr. 8, S. 3.
- Lesser-Kiessling, Anna: Sonette von Anielka (pseud.) Singer, Strassburg (usw.) 1908 (Signatur der ÖNB: 250278-C.Fid (=110–118))

### Bühnenstücke
- Die Bergfee
- Andreas Hofer oder Drei Bräute in der Tabaktrafik
- Der Göttin Geheimnis
- Die emancipirte Gräfin und der Lebemann